# Santuário do Senhor Jesus da Pedra

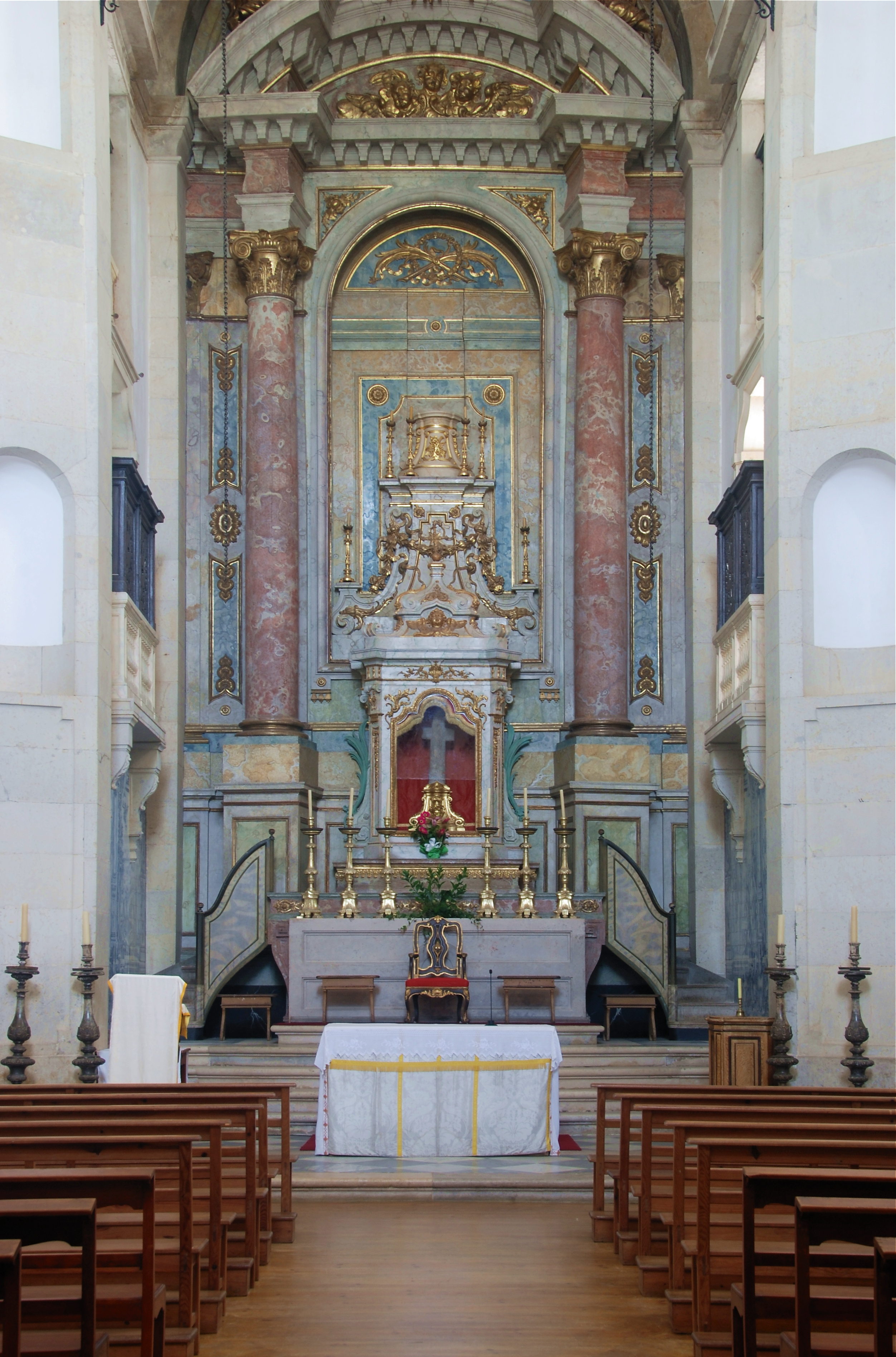
Santuário do Senhor Jesus da Pedra: vista do altar-mor.

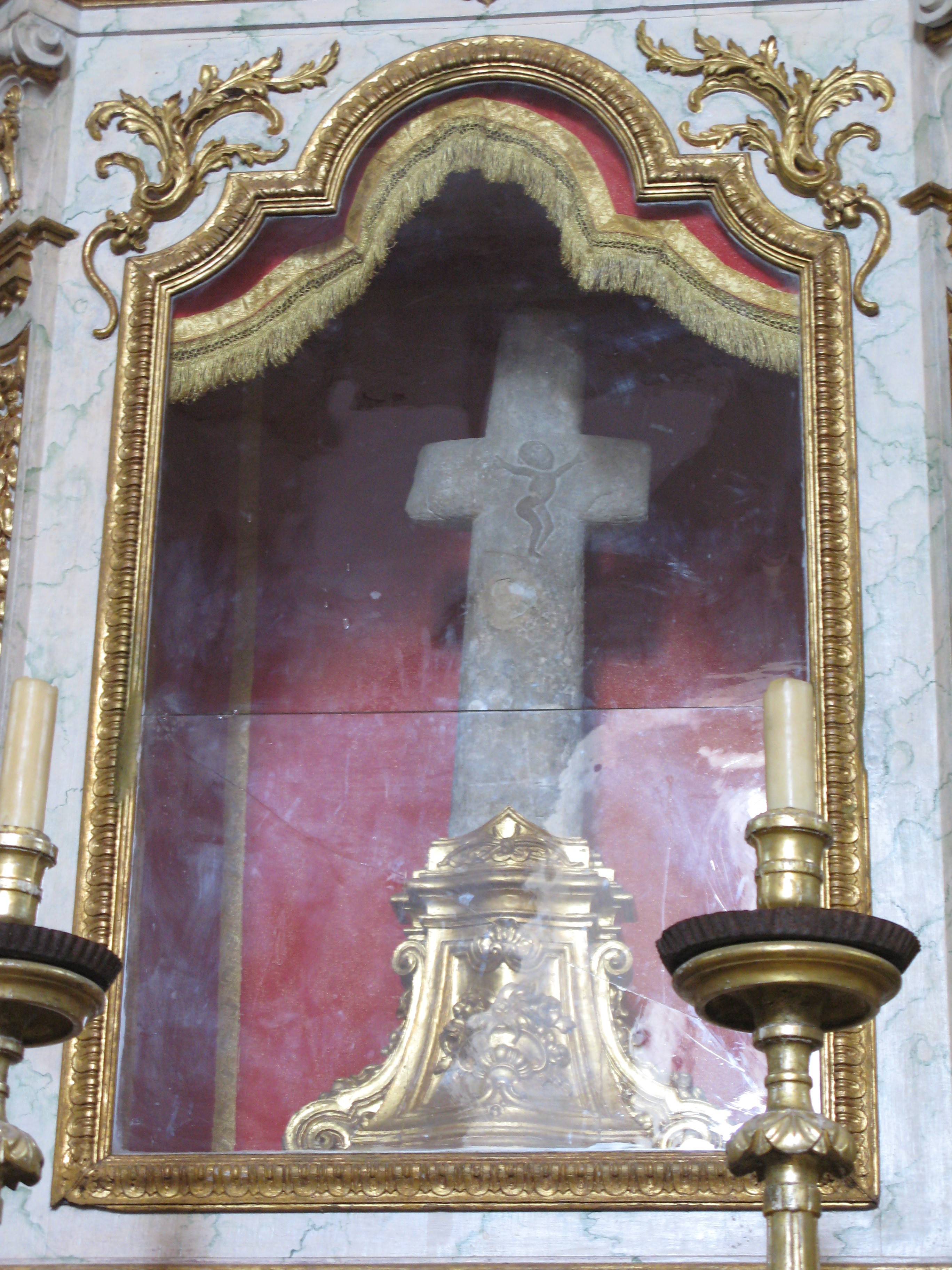
Santuário do Senhor Jesus da Pedra: detalhe da cruz de pedra.

O Santuário do Senhor Jesus da Pedra localiza-se na freguesia de Santa Maria, no município de Óbidos, região Oeste portuguesa.
O Santuário foi classificado como Monumento de Interesse Público em 2013.

## História
Registam-se diversas lendas na região que pretendem justificar a origem do Santuário. Possuem em comum a ação milagrosa de uma antiga cruz de pedra com a imagem esculpida de Cristo crucificado, hoje exposta no altar-mor da igreja. A mais popular afirma que na década de 1730, vivendo a região uma prolongada seca com grandes prejuízos para a agricultura, um lavrador foi chamado pela imagem, que se encontrava escondida num combro por entre silvados, em terreno da Colegiada de Santa Maria de Óbidos, junto à estrada que ligava esta vila a Caldas da Rainha. A imagem "clamou-lhe" veneração, o que o lavrador veio a cumprir com o concurso de alguns outros populares, registando-se a partir de então as chuvas.
A tradição pretende ainda que aquela pequena escultura havia ali sido colocada pela própria rainha D. Leonor, para indicar o caminho das águas curativas de Caldas, constituindo-se em objeto de veneração à época daquela soberana, mas tendo depois caído no esquecimento. Com a sua redescoberta pelo lavrador e o subsequente "milagre", a imagem voltou a ser objeto de devoção popular, tendo sido erigida uma capela de madeira para albergá-la.
Em 1737 foi feita a oferta simbólica da primeira moeda de esmola para a construção de um novo templo que albergasse a imagem milagrosa do Senhor Jesus da Pedra, de modo que, com risco do arquiteto capitão Rodrigo Franco, da Mitra Patriarcal, em 1740 foi lançada a primeira pedra do templo, dedicada a São Tomé Apóstolo, por D. José Dantas Barbosa, arcebispo de Lacedemónia, ministro da cúria patriarcal, juiz das justificações de genere e delegado de D. Tomás de Almeida, cardeal patriarca.
As obras receberam novo impulso a partir de 1742, quando João V de Portugal iniciou os seus tratamentos no Hospital Termal Rainha D. Leonor, passando a visitar frequentemente a imagem do Senhor Jesus da Pedra, pela qual tinha grande veneração, ofertando-lhe avultadas esmolas.
Com esses auxílios, em 1747 iniciaram-se as solenidades de inauguração do Santuário, com a chegada a Óbidos do arcebispo de Lacedemónia, e recepção junto ao Santuário, onde foi proferida uma oração. O arcebispo visitou a Família Real em Caldas da Rainha, comunicando ao soberano as datas previstas para as celebrações. Este, a seu turno concedeu o seu aval e ordenou que o tesouro da Igreja de Nossa Senhora do Pópulo fosse posto à disposição para as cerimónias. As solenidades compreenderam:
- a sagração dos sinos dedicados a Santa Maria, São José e Santo António;
- missa solene oficiada no altar lateral dedicado a Nossa Senhora da Conceição;
- exposição e veneração das relíquias de sagração do altar, pertencentes aos mártires São Sebastião e Santo Honorato;
- a sagração do altar e dedicação do templo;
- o encerramento das relíquias no interior do altar-mor;
- a trasladação da imagem do Senhor Jesus da Pedra para o novo santuário, com a presença da Família Real (excepto o soberano), da Corte e do Clero da região;
- tríduo solene de inauguração e festividades populares;
- missa oficiada pelo prior de Santa Maria de Óbidos, Pe. Brás Antunes Correia;
- sermão pregado pelo Dr. José Caldeira, cavaleiro professo da Ordem de Cristo e presbítero secular;
- missa oficiada pelo prior de São Tiago de Óbidos, Fr. José de São Bernardo, monge jeronimita;
- sermão pregado por Fr. Martinho de Castro, monge jeronimita e professo do Mosteiro de Santa Maria de Belém;
- festividade da Invenção da Santa Cruz;
- missa oficiada pelo prior de São Pedro de Óbidos, Dr. José Rodrigues Leal;
- sermão pregado pelo eclesiástico Dr. Filipe de Oliveira, orador da Corte;
- procissão solene com a exposição do Santíssimo Sacramento; e
- pagamento da obra das vidraças do Santuário;

Em 1751 registou-se a conclusão da abóbada de cantaria da torre do lado norte.
Posteriormente, em 1764, o escultor Joaquim da Silva Coelho, de Alcobaça, executou a série dos Apóstolos para o Santuário.
No contexto da Guerra Peninsular (1808-1814), em 1808 registou-se a entrega da prata do Santuário do Senhor da Pedra para pagamento do resgate às tropas invasoras francesas.
No contexto da Guerra Civil Portuguesa (1828-1834), Miguel I de Portugal visitou o Santuário (1830).
Um novo sino foi colocado em 1875.
Em 1997 tiveram lugar as celebrações dos 250 anos do Santuário, sendo inaugurado um núcleo museológico.
Em 2010, a Câmara Municipal de Óbidos solicitou ao Gabinete de Gestão do Património Histórico, a elaboração de uma proposta de classificação do conjunto contituído pelo Santuário, construções anexas (antiga Casa dos Romeiros e Chafariz) assim como de proposta para delimitação da respectiva Zona Especial de Proteção. Como resultado, o IGESPAR anunciou a abertura de processo administrativo de classificação.

## Características
Exemplar de arquitetura religiosa, em estilo barroco, de enquadramento rural, isolado.
O templo, inacabado, destaca-se pela originalidade da articulação da sua planta hexagonal, inscrita numa circunferência, à qual se anexam três corpos, dois correspondentes às torres e outro que corresponde à sacristia. No seu programa de simetrias destaca-se o jogo de janelas invertidas.
O seu interior apresenta três capelas: a capela-mor dedicada ao Calvário, com uma tela de André Gonçalves, e as capelas laterais dedicadas a Nossa Senhora da Conceição e à Morte de São José, com telas de José da Costa Negreiros.
Destacam-se ainda as belas talhas barrocas, mármores, imagens e mobiliário, com telas de Vieira Portuense e de Pedro Alexandrino de Carvalho.